# Miquel Saderra i Masó
Miquel Saderra i Masó (Sant Cristòfol les Fonts, Olot (Girona), 13 de desembre, 1865 - Makati (Illes Filipines), 21 de març, 1939), fou un sacerdot (jesuïta) i sismòleg català.
El 1882 va entrar a la Companyia de Jesús i es va ordenar sacerdot el 1889, fent els seus estudis a Tortosa. Destinat a l'Observatori de Manila a les Filipines el 1890, del qual fou molts anys subdirector, es va dedicar molt especialment a la Sismologia. Va ser comissionat als Congressos científics de París el 1900 i al Pa pacífic de Honololu el 1920. Va escriure durant trenta-tres anys, sobre els terratrèmols i volcans de les Filipines al Butlletí mensual de l'Observatori de Manila.
Va col·laborar en diverses publicacions dels sismòlegs John Milne i el comte Montesús de Ballote, i en revistes científiques, deguent-se-li a més: 
- La Sismología en Filipinas (1895);
- Volcanoes and Seismic Centers of the Philippine Archipelago (1903);
- The rainfall in the Philippines (1907/14);
- La erupción del volcán de Taal, 30 de enero de 1911 (1911);
- Instrucciones prácticas y breves nociones de Meteorología (1908/17);
- Historia del Observatorio de Manila (1915);
- The Relation of Seismic Disturbances in the Philippines to the geologic Structure (1917);
- Terremotos antiguos de Filipinas, 1595-1864 (1927).

Va pertànyer a diverses Societats científiques de l'América del Nord, República Argentina i Itàlia.